# Yechiva Kol Tora
Kol Tora est une yechiva israélienne de Jérusalem. Elle a été fondée en 1939, peu de temps après la "Nuit de Cristal". Elle est le fruit de l'association du rabbin Yechiel Michel Schlesinger , dayan et rosh yeshiva de la communauté de Francfort (Allemagne) avec le rabbin Barouch Kunshtadt, dayan et rosh yeshiva de la communauté de Fulda (Allemagne).

## Histoire
La yeshiva a débuté avec 12 étudiants et était localisée dans les maisons de ses fondateurs dans le quartier de Rehavia. Chaque jour les étudiants mangeaient leur repas dans une des familles du quartier. 
Le bâtiment principal de la yéshiva, aujourd'hui à Bayit VeGan, a été offert par la famille Stern dont certains membres de la famille étaient des anciens élèves de Rav Barouch Kunstadt et est la marque d'une profonde amitié. 

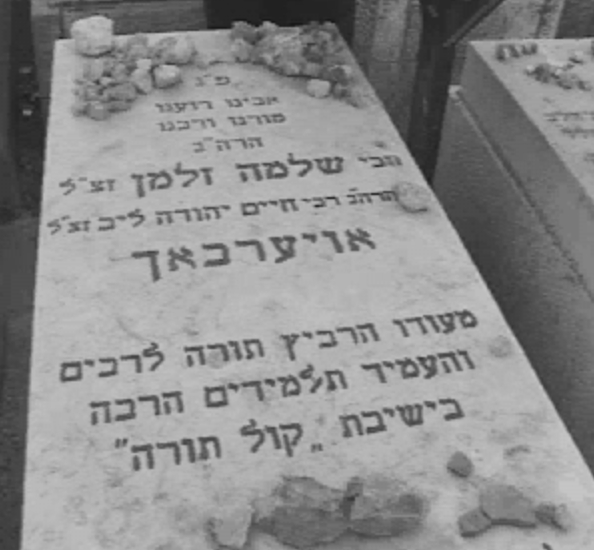
La pierre tombale du rabbin Shlomo Zalman Auerbach mentionne 'il a formé beaucoup d'étudiants à la Yechiva Kol Tora'

## Situation actuelle
Aujourd'hui 920 élèves étudient à la yechiva : 604 à la yechiva Guedola et 250 à la yechiva Ketana. Il y a aussi le Kollel et le département des étudiants étrangers.
Les Rabbanim de Kol Torah font preuve d'un dévouement particulier pour chacun de leurs élèves et mettent l'accent principalement sur le Moussa et le "Derech Eretz" .
Les années passées sur les bancs de Kol Torah fournissent de solides bases en Limoud Torah et apprennent à travailler sur les Middot en profondeur, laissant une empreinte qui perdure pour toute la vie.

## Le rabbinShlomo Zalman Auerbach
À peine quelques années après sa fondation, la yeshiva subit une grande perte avec le décès du rosh yeshiva, le Rabbin Yechiel Schlesinger. C'est à ce moment-là que le Rabbin Shlomo Zalman Auerbach fut appelé pour le remplacer, ensemble avec le Rabbin Barouch Kunstadt. Le rabbin Auerbach sera reconnu plus tard comme un des plus grands décisionnaires de la génération.
Le rabbin Shlomo Zalman a dirigé la yechiva durant 46 ans. Il a demandé à ce qu'une seule phrase soit inscrite sur sa pierre tombale: « Il a formé de nombreux étudiants à la yechiva Kol Torah. »
Des centaines d'élèves sont issus de cette importante institution et un grand nombre d'entre eux occupent des postes importants dans le monde de la Torah et sont des dirigeants spirituels.
La Yechiva entretient de solides relations avec les juifs de la Diaspora et accepte des étudiants du monde entier.

## Élèves
- Israel Meir Lau, ancien Grand-Rabbin d'Israël, grand-rabbin de Tel Aviv
- Le rabbin Yehuda Ades
- Le rabbin Gabriel Yosef Levy, rosh yeshiva de Yechivat Beer Hatorah
- Le rabbin Shmuel Rabinovitch, le rabbin  du Kotel et des endroits saints
- Le rabbin Dan Segal, célèbre machgiah de Mir-Brooklyn et Tifrach
- Le rabbin Ethan David Pinto, président et responsable régional de la filière moyen-orient de la "Hevrat Pinto".
- Le rabbin Dr Daniel Sperber (en), professeur de Talmud à l'université Bar Ilan
- Maître David Buchinger, talmudiste, juriste en droit international civil et professionnel de la médecine
- Max Carter, directeur de la Carter company, Melbourne.
- James Moisesson, PDG du groupe Sam et Jenny New York.
- Docteur Gary Gabriel Bedosberg, professeur et chef de service au Shriners Hospitals for Children - Salt Lake City.
- Eliezer Wolff, grand-rabbin d'Amsterdam